# Булл (телесериал)
«Булл» (англ. Bull, досл. Бык) — американский комедийно-драматический телесериал, главную роль в котором исполняет Майкл Уэзерли. Премьера шоу состоялась 20 сентября 2016 года. Сериал основан на ранней карьере ведущего ток-шоу Фила Макгроу.
17 октября 2016 года CBS продлил сериал на полный первый сезон из 22-х эпизодов. 23 марта 2017 года сериал был продлён на второй сезон, премьера которого состоялась 26 сентября 2017 года. 18 апреля 2018 года сериал был продлён на третий сезон.
9 мая 2019 года канал CBS продлил телесериал на четвертый сезон. Премьера первых двух серий четвертого сезона состоялась 23  и 30 сентября 2019 года.
6 мая 2020 года телесериал был продлен на пятый сезон. Премьера сезона состоится 16 ноября 2020 года.
15 апреля 2021 CBS продлил телесериал на шестой сезон. Премьера шестого сезона состоится 7 октября 2021 года. 18 января 2022 года телеканал CBS закрыл телесериал после шестого сезона.

## Сюжет
Доктор Джейсон Булл возглавляет компанию Trial Analysis Corporation (TAC). Он консультирует адвокатов, специализируясь на работе с жюри присяжных. Используя науку и собственную интуицию, он строит профиль каждого присяжного и затем готовит оптимальные аргументы для убеждения в невиновности своих клиентов. В некоторых случаях его сотрудники помогают органам дознания, добиваясь обвинительного приговора.

## В ролях
- Майкл Уэзерли — доктор Джейсон Булл[14]
- Фредди Родригес — Бенни Коло́н
- Женева Карр — Марриса Морган[15]
- Крис Джексон — Чанк Палмер[16]
- Джейми Ли Киршнер — Дэнни Джеймс[17]
- Аннабель Аттанасио — Кейбл Маккрори[18]

## Обзор сезонов
| Сезон | Сезон | Эпизоды | Дата показа      | Дата показа | Рейтинг Нильсона | Рейтинг Нильсона       |
| Сезон | Сезон | Эпизоды | Премьера         | Финал       | Ранк             | Зрители США (миллионы) |
| ----- | ----- | ------- | ---------------- | ----------- | ---------------- | ---------------------- |
|       | 1     | 23      | 20 сентября 2016 | 23 мая 2017 | 5                | 15.21                  |
|       | 2     | 22      | 26 сентября 2017 | 8 мая 2018  | 8                | 14.37                  |
|       | 3     | 22      | 24 сентября 2018 | 13 мая 2019 | 16               | 10,98                  |
|       | 4     | 20      | 23 сентября 2019 | 4 мая 2020  | 14               | 10.60                  |
|       | 5     | 16      | 16 ноября 2020   | 17 мая 2021 | 16               | 8.59                   |
|       | 6     | 22      | 7 октября 2021   | 26 мая 2022 | 22               | 7.37                   |

## Критика
«Булл» получил отрицательные отзывы критиков. На Rotten Tomatoes рейтинг пилотного эпизода составляет 22 % со средним рейтингом 4 из 10, что основано на 27-и рецензиях. Критический консенсус сайта гласит: «Актёрская игра Майкла Уэзерли на высоком уровне, однако не настолько, чтобы спасти шоу, слишком сильно опирающееся на заезженные тропы юридических сериалов и отталкивающий сюжет». На Metacritic у сериала 40 баллов из 100, что основано на 19-ти «смешанных и средних» отзывах.